# Suinocultura e sustentabilidade
A relação entre suinocultura e sustentabilidade se dá na medida em que a suinocultura é responsável por parte da poluição hídrica, proveniente dos dejetos desses animais, tem causado sérios problemas ambientais, como a destruição dos recursos naturais renováveis, especialmente água. Tais problemas afetam os grandes centros de suinocultura, como o estado brasileiro de Santa Catarina, que tem mais 95% de seus rios comprometidos, dentre outras causas, pela densa criação de porcos que se espalhou pelo estado.
A quantidade de lixo tem aumentado bastante  ao longo do século XX, pois o crescimento populacional e a industrialização são fatores centrais que originam a imensa produção de lixo , resultado do consumo excessivo da maior parte da população,resultando assim na degradação do meio ambiente. 
Devido ao avanço da tecnologia as características físicas ou químicas dos resíduos sofreram alterações e este e um liquido escuro,chamado  chorume ele e originado da umidade natural do lixo que cresce em período de chuva , pode ser também da água de origem da matéria orgânica que fluem durante o processo de decomposição, ou ainda pode ser proveniente das bactérias presentes no lixo  e essas bactérias eliminam enzimas que diluem a matéria orgânica  com produção de liquido.
O embate que e gerado pelo chorume sobre o meio em que vivemos esta referido com sua fase de adulteração . o chorume tem características como ph acido,grande demanda bioquímicos  de oxigeno e vários compostos tóxicos . ao passar dos anos diminuem gradativamente a degradação pois existe uma modificação em gás metano pois o dióxido de carbono devido uma porção dos componentes biodegradáveis . a composição do chorume e bastante variável  pois depende de condições ambientais do local  , tempo de disposição, forma de operação do aterro.
O chorume tem grandes quantidades de sólidos suspensos , metais pesados compostos orgânicos que são provenientes da deterioração de substancias como carboidratos, proteínas e gorduras e devido a presença dessas substancias altamente solúveis o chorume pode infectar a águas subterrâneas e esta pode ter resultados extremamente perigosos para o meio ambiente e para a saúde publica por apresentar algo bastante prejudicial ( devido as toxinas ) .
A falha que existe  em descartar lixos tóxicos em locais determinados para lixos domésticos tem gerado grandes problemas ambientais que dentre eles esta em modificar a qualidade do ar devido ao lançamento dos gases e poeiras , sujar as águas superficiais em consequência do liquido liberado pelo deslocamento dos gases , danificar o solo pois em virtude da difusão do lixo originar muitos hospedeiros capaz de transmitir doenças ex barata , rato, mosca. O chorume oferece mais perigo que o esgoto por isso precisas ser tratado de maneira apropriada pois seu tratamento visa preservar o meio ambiente oferecendo uma melhor qualidade de vida.

## Tratamento
Os procedimentos utilizados para tratar resíduos sólidos é frequentemente destinado ao tratamento de chorume é junta-ló com o esgoto municipal, entretanto essa prática tem sido muito contestada isso se deve aos efeitos do chorume na estação de tratamento de esgoto municipal e a qualidade de esgoto formado a partir deste processo que pode ser por processos biológico, processos aeróbio, anaeróbio e também processos físicos-químicos.